# 심궁첩영
《심궁첩영》(중국어 간체자: 深宫谍影, 정체자: 深宮諜影, 병음: Shēn gōng dié yǐng 선궁뎨잉[*], 영어: Mystery in the Palace 미스터리 인 더 팰리스[*])은 중국의 텔레비전 드라마. 중화TV에서 《심궁비사》의 제목으로 방송된다.

## 등장 인물
- 미설(米雪) : 황태후(皇太后) 역
- 버니스 류(廖碧兒) : 황귀비(皇貴妃) 역
- 진위한(陳威翰: 왕박목(王博木) 역
- 간팅팅(甘婷婷) : 정이단(鄭以丹)/유함향(柳涵香) 역
- 장달봉(张丹峰) : 윤잉(胤礽) 역
- 유정우(刘庭羽) : 태자비(太子妃) 역
- 장조휘(张兆辉) : 탑이(塔爾) 역
- 케빈 쳉(鄭嘉穎) : 애신각나 격태(愛新覺羅·格泰) 역
- 홍흔(洪欣) : 퉁심(佟心) 역
- 방삭진(方數真) : 맹춘죽(孟春竹) 역